# Slot Wissen
Slot Wissen (Schloss Wissen) is een kasteel ten zuiden van het stadje Weeze in de Kreis Kleef. Het kasteel ligt in het uiterste westen van Duitsland dicht tegen de Nederlandse grens. Het kasteel is een zogenaamde waterburcht en ligt aan het riviertje de Niers die in Nederland in de Maas uitmondt. Kasteel Wissen is al eeuwenlang in het bezit van de familie Von Löe, oorspronkelijk een van de invloedrijkste adellijke families uit de Nederrijnregio.
Het slot stamt waarschijnlijk uit de periode rond 1316. Oorspronkelijk huisde de van oorsprong Vlaamse familie Van der Straeten in het slot. Met de dood van de laatste mannelijke Van der Straeten in 1440 heeft zijn dochter Anna het slot in 1461 voor 9450 Rijnse Guldens verkocht aan Johann van den Loe. Het kasteel wordt tot op de dag van vandaag voor privébewoning gebruikt door de familie.

## Afbeeldingen

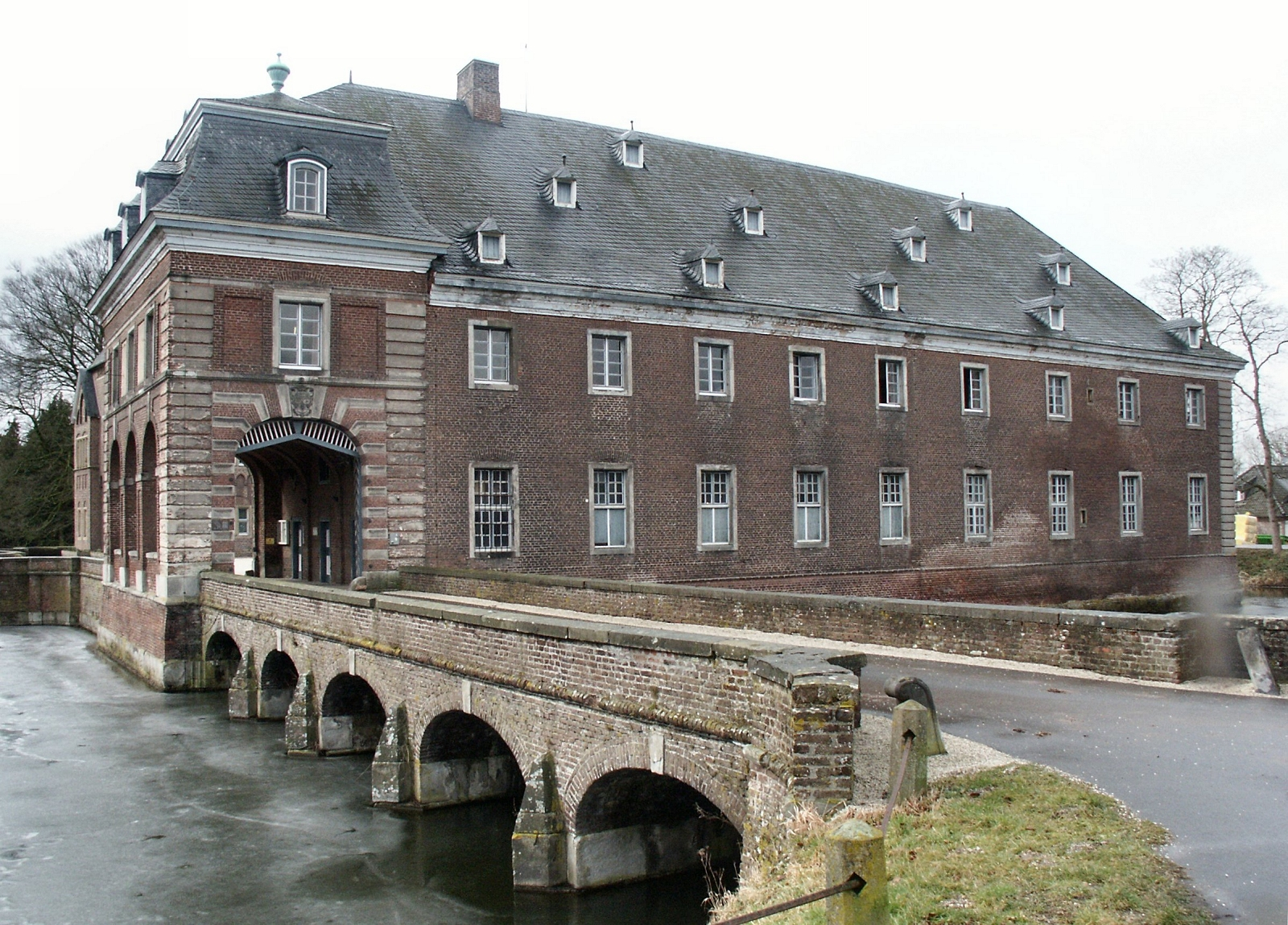
Slot Wissen
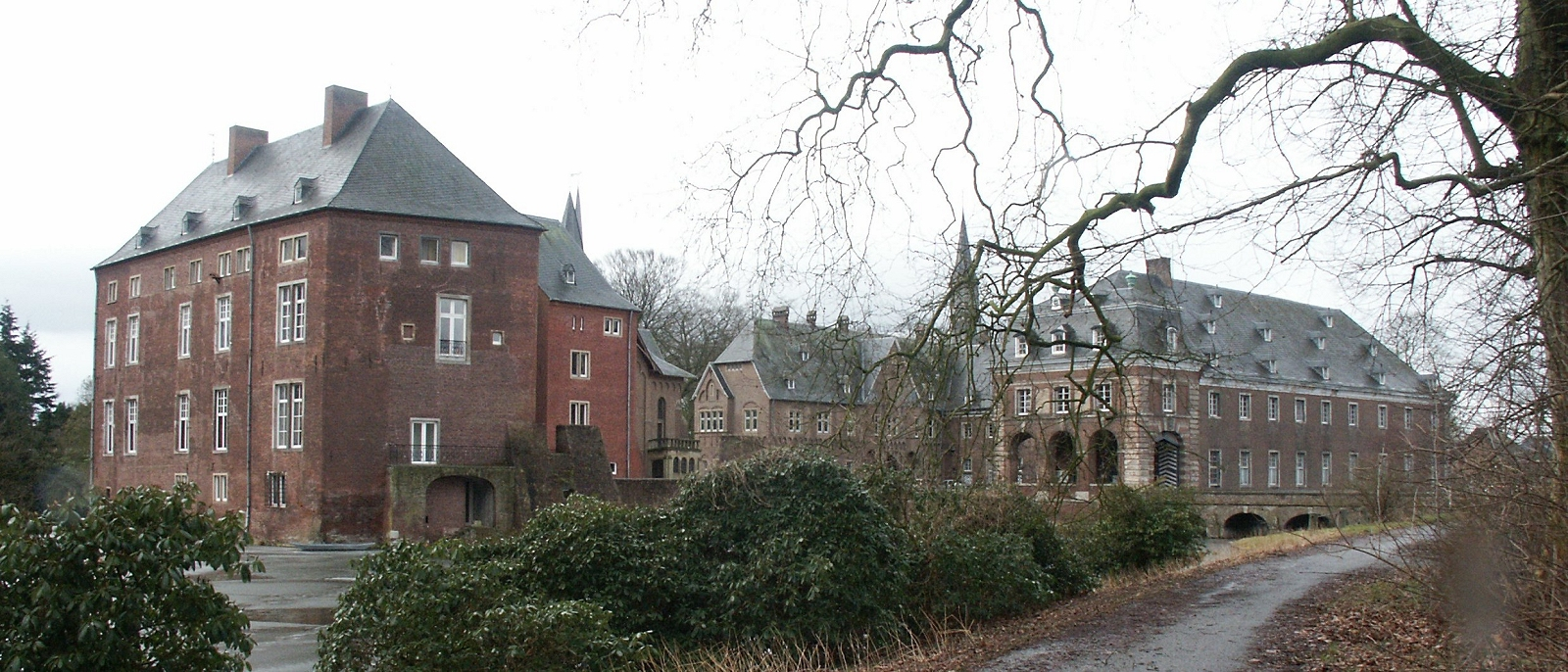
Slot Wissen